# Acide homoaconitique
L'acide homoaconitique est une acide tricarboxylique homologue de l'acide aconitique. C'est un métabolite de la biosynthèse de la lysine, au cours de laquelle il dérive de l'homocitrate sous l'action de l'homoaconitate hydratase. Il est converti en homoisocitrate par l'homoisocitrate déshydrogénase.